# Loi Barnier
Pour les articles homonymes, voir Barnier.
Lire en ligne

Texte sur Légifrance

La Loi no 95-101 du 2 février 1995 relative au renforcement de la protection de l'environnement, dite Loi Barnier (du nom de Michel Barnier, ministre de l’Environnement du gouvernement Balladur), est une loi française qui apporte plusieurs nouveautés dans le droit national dans le domaine des risques naturels, de l'environnement et de la participation des citoyens à la démocratie. Concrètement, elle a pour effets de créer un fond d'indemnisation pour les expropriations réalisées dans le cadre de la prévention des risques naturels, d'intégrer au droit français plusieurs principes généraux du droit de l'environnement international et de créer la commission nationale du débat public.
Sa première application pour la « sauvegarde des populations menacées par certains risques naturels majeurs » (articles 11 à 22) a été le décret d’expropriation (31/5/97) du lotissement de l’Ile Falcon à Saint-Barthélemy-de-Séchilienne (Isère), menacé par l’écroulement de versant des Ruines de Séchilienne.

## Histoire
Le texte a été déposé au Sénat le 25 mai 1994, a fait l'objet d'un travail en commissions, puis a été déposé pour la première fois à l'assemblée le 14 octobre 1994. La loi a été adoptée le 2 février 1995 après 4 jours de débats durant lesquels près de 500 amendements ont été déposés et ont dus être examinés, ce qui peu paraître court en 2025, mais ne l'était pas à cette époque. Elle est parue au JORF no 29 du 3 février 1995.
Les débats ont porté principalement sur le transfert de compétence de la gestion des déchets et sur l'enfouissement des lignes électriques, qui n'aura finalement été rendu obligatoire que dans certaines aires protégées.

## Contenu

### TITREIer
Dispositions relatives à la participation du public et des associations en matière d'environnement, qui instaure la Commission nationale du débat public.
- Chapitre Ier (article 2 à 4) sur la consultation du public et des associations en amont des décisions d'aménagement
- Chapitre II (articles 5 à 8) sur l'agrément des associations de protection de l'environnement et de l'action civile
- Chapitre III (articles 9 et 10) sur le conseil départemental et du comité régional de l'environnement.

### TITRE II
Dispositions relatives à la prévention des risques naturels.
- Chapitre Ier (article 11 à 15) Des mesures de sauvegarde des populations menacées par certains risques naturels majeurs.
- Chapitre II (article 16 à 22) traitant des plans de prévention des risques naturels prévisibles (PPRNP).
- Chapitre III (articles 23 à 29) sur l'entretien régulier des cours d'eau.

### TITRE III
Il contient des dispositions relatives à la connaissance, à la protection et à la gestion des espaces naturels
- Chapitre Ier (article 30 à 32) établissant un inventaire départemental du patrimoine naturel
- Chapitre II (articles 33 à 58) sur la protection et de la gestion des espaces naturels
- Chapitre III (article 59) sur les compétences respectives des communes et des départements sur l'organisation des remontées mécaniques.

### TITRE IV
Dispositions relatives à la gestion des déchets et à la prévention des pollutions.
- Chapitre Ier (articles 60 à 64) sur la gestion des déchets.
- Chapitre II (articles 64 et 65) sur la prévention des pollutions.

### TITRE V
Dispositions diverses (articles 66 à 94)

## Apports principaux

### Le «fonds Barnier»
Il s'agit du Fonds de prévention des risques naturels majeurs (FPRNM) mis en place par cette loi (titre II). À l'origine, il avait pour objectif initial de financer seulement les indemnités d'expropriation de biens exposés à un risque naturel majeur et les dépenses liées à la limitation d'accès et/ou à la démolition éventuelle de ces biens, afin d'en empêcher toute occupation future. Plus tard, son périmètre d'utilisation a été progressivement élargi au financement des mesures de prévention des risques naturels supportés principalement par les collectivités locales ainsi que parfois par des particuliers.

### Principes généraux du droit de l'environnement
La Loi Barnier transcrit en droit français quatre principes du droit de l'environnement :
- principe de prévention ;
- principe de correction à la source ;
- principe de précaution, la traduction française nuance cependant ce principe en le soumettant à une réaction « proportionnée » et de « coût économiquement acceptable » par rapport au principe no 15 de la Déclaration de Rio
- et principe pollueur-payeur.

Ces quatre principes étaient déjà présents dans l'Acte unique européen de 1987 et repris dans la Déclaration de Rio de 1992.